# شهردراز (ايرانشهر)
شهردراز هي قرية تقع في قسم الأوسط من مقاطعه إيران شهر في محافظة سيستان وبلوشستان في إيران.

## نفوی
تقع هذه القرية في قسم حومة الريفية، وبحسب إحصاء مركز الإحصاء الإيراني عام 2005 ، بلغ عدد سكانها 3101 نسمة (654 أسرة).